# Греческий музей (Мельбурн)
Греческий музей (англ. Nafsika Stamoulis Hellenic Museum Limited) — музей в Мельбурне. Основан в 2007 году бизнесменом и филантропом греческого происхождения Спиросом Стамулисом, расположен в городском центре Мельбурна в бывшем здании Мельбурнского монетного двора. Задачи Греческого музея заключаются в содействии «проведению праздников, осознанию и сохранению культурного и художественного наследия древней и современной Греции» .
Нынешний руководитель музея Гарри Стамулис, сын Спироса Стамулиса, продолжает деятельность отца в сфере развития культурного партнёрства и филантропии.

## Экспозиция
Музей располагает постоянной экспозицией, а также проводит временные экспозиции и мероприятия.
Постоянная экспозиция музея включает коллекцию кипрских древностей Мэри и Питера Митракасов, коллекцию греческих древностей Южной Италии Артура Трендала из мельбурнского университета Ла Троба, коллекцию литых древних греческих статуй, предоставленных Министерством культуры и Национальным археологическим музеем Греции, а также выставку, посвящённую греческим поселениям в Австралии с начала XIX века до наших дней.
В 2013 году Греческий музей заключил соглашение о партнёрстве с афинским музеем Бенаки, в рамках которого в 2014 году в Мельбурне была размещена экспозиция древностей сроком на десять лет.
Выставки, проходящие в Греческом музее, как правило, связаны с изобразительным искусством, кино, музыкой, архитектурой, историей, культурой и образованием.

## Здание
Музей расположен в бывшем здании Мельбурнского монетного двора, расположенном на углу Уильям-стрит и Латроуб-стрит в центре Мельбурна. Здание было построено между 1869 и 1872 годами по проекту архитектора Джона Кларка, который также разработал проект старого здания Казначейства в Мельбурне. Здание представляет большую архитектурную и историческую ценность, как одно из самых впечатляющих правительственных зданий XIX века в штате Виктория, и одно из немногих австралийских зданий в стиле «неоренессанс». Внесено в список культурного наследия. С 1872 до 1916 года здесь чеканились золотые монеты (соверены и полусоверены), а с 1927 по 1967 год — австралийские монеты всех номиналов. Мельбурнский монетный двор был официально закрыт в 1972 году.